# Georges Frey
Georges Frey, né le 2 août 1890 à Mulhouse et mort le 7 octobre 1975 à Mulhouse, est un violoniste et altiste alsacien, père du pianiste et organiste Jean-Claude Frey.

## Biographie
Les premières années de Georges Frey sont connues à travers ses Réminiscences. Il naît le 2 août 1890 à Mulhouse troisième d'une fratrie de cinq, fils de d’Albert Frey médecin-chef des services de gynécologie aux Hospices Civils de Mulhouse et violoniste amateur enthousiaste. De bonne heure, Georges reçoit des leçons de piano, puis, à sa demande, des leçons de violon. Son premier professeur, un ancien élève de Joseph Joachim, lui fait faire de rapides progrès et dès les premières années d’apprentissage le jeune Georges est en mesure de jouer un trio de Haydn avec sa mère pianiste et son frère Bernard au violoncelle. Après un baccalauréat latin-grec, Georges décide de poursuivre ses études de violon à Paris, d’abord avec Daniel Herrmann puis en privé avec Henri Berthelier, disciple de Massart et professeur de réputation internationale. Parallèlement il étudie l’harmonie avec l’organiste et compositeur Gustave Bret. Il donne son premier concert à Mulhouse en 1912 (Concerto pour violon en mi majeur de Bach).
Au début de 1914, Georges Frey se rend à Berlin dans l’intention de se perfectionner avec Henri Marteau mais doit regagner Paris à peine un mois plus tard en raison du déclenchement des hostilités. Il reprend alors quelques dernières leçons avec Berthelier, malheureusement atteint d’une tumeur au cerveau et déjà très diminué. En 1915, Georges Frey est versé au 30e bataillon, 3e compagnie et envoyé dans les tranchées. Le 13 août 1916 il est blessé par une rafale de l’artillerie allemande. Après une longue convalescence, il peut réintégrer son bataillon. La paix revenue, Georges Frey prend la direction du conservatoire de Mulhouse (1919-39), instituant notamment les fameux ‘Jeudis du Conservatoire’, avec comme invités des musiciens de premier plan parmi lesquels la mezzo-soprano Claire Croiza et le compositeur Albert Roussel (avec lequel il interprète la 2e Sonate pour violon et piano op. 28). Au début de l’année 1933, Georges Frey reçoit une lettre d’Albert Schweitzer l’invitant à Strasbourg pour entendre le violoniste Rolph Schroeder jouer les Sonates et Partitas de Bach à l’archet courbe. Georges Frey s’étant rendu au concert «en grand sceptique» se fait construire un archet courbe «huit jours plus tard» et ne cessera plus d’en faire une active propagande, notamment lors de ses tournées de concerts en France et en Suisse. Le lien d’amitié qui l’unit désormais à Albert Schweitzer stimule sa réflexion sur l’interprétation des œuvres polyphoniques et le conduit à développer de nouveaux modèles d’archet courbe. La seconde guerre mondiale met malheureusement un terme à cette période particulièrement féconde d’enseignement, de concerts et de recherche. Le 13 décembre 1940 la famille Frey est expulsée d’Alsace, trouvant refuge à Aix-en-Provence de 1941 à 1945. L’office contre la lutte pour le chômage de Vichy procure aux époux Frey un emploi, respectivement de violoniste et de choriste, pour une trentaine de représentations de Jeanne au bûcher d’Arthur Honegger.
De retour à Mulhouse après la guerre, Georges Frey est nommé adjoint à la direction de la nouvelle École de Musique, poste qu’il occupe jusqu’à sa retraite en 1955, tout en poursuivant sa carrière de violoniste concertiste et ses récitals Bach à l’archet courbe.

## Les archets courbes de Georges Frey
D’après Albert Schweitzer, le premier archet courbe utilisé par Georges Frey fut construit avec l’aide d’un archetier suisse et était analogue à celui de Rolph Schroeder D’autres modèles suivirent et, selon Alfred Koenig, Georges Frey améliora le système de Schroeder, parvenant à trouver une solution au problème de la mise en tension des crins par le pouce et au raidissement de la main qui en résulte. Georges Frey était également en possession d'un Vega Bach Bow construit par le luthier danois Knud Vestergaard.

## Concerts de Georges Frey avec l'archet courbe
- 1933–1940: en Alsace (Mulhouse, Thann, Guebwiller, Strasbourg, Haguenau, Bouxwiller, Sarre-Union) (1ère exécution à Mulhouse)
- 1941–1944: en Suisse (Lausanne, Genève) et en France (Vichy, Clermont, Lyon, Avignon, Nîmes, Grenoble, Valence, Marseille)
- 1945–1948: en Alsace (Mulhouse, Cernay)
- 1949: préparation en vue des concerts du  bicentenaire de la mort de Bach à Gunsbach, au domicile d'Albert Schweitzer
- 1950: en France et en Suisse pour le bicentenaire de la mort de Bach (Strasbourg, Bouxwiller, Guebwiller, Mulhouse, Dijon, Schaffhouse, Nancy)[9]

## Sources
- Alberto Bachmann, An Encyclopedia of the Violin, tr. by F. H. Martens, New York, Appleton, 1925
- Rudolf Gähler, Der Rundbogen für die Violine - ein Phantom?, Regensburg, ConBrio, 1997
- Albert Schweitzer, Der runde Violinbogen, in: «Schweizerische Musikzeitung», Zürich, 15 mars 1933, 73. Jahrgang, Nr. 6, p. 197-203
- Albert Schweitzer, Les œuvres pour violon seul de Bach; de l'archet à utiliser pour leur exécution, in: «Saisons d'Alsace», n. 2, 1950, p. 139-145
- Raoul Vidas, How Berthelier, of the Paris Conservatoire, taught the violin, in: Frederick H. Martens, String Mastery, talks with master violinists, viola players and violoncellists, vol. II, New York, F. A. Stokes, 1923, p. 184-191